# Just Dance 2019
Just Dance 2019 är ett dansspel utvecklad av Ubisoft. Den släpptes internationellt i oktober 2018 till PlayStation 4, Xbox 360, Xbox One, Wii, Wii U och Nintendo Switch.

## Sånger
Följande sånger finns med i spelet:
| Sång                                              | Artist                                                  | År   |
| ------------------------------------------------- | ------------------------------------------------------- | ---- |
| "A Little Party Never Killed Nobody (All We Got)" | Fergie featuring Q-Tip och GoonRock                     | 2013 |
| "Adeyyo"                                          | Ece Seçkin                                              | 2016 |
| "Bang Bang Bang"                                  | Big Bang                                                | 2015 |
| "Bum Bum Tam Tam"                                 | MC Fioti, Future, J Balvin, Stefflon Don och Juan Magan | 2017 |
| "Ça Plane Pour Moi"                               | Bob Platine (Plastic Bertrand)                          | 1977 |
| "Calypso"                                         | Luis Fonsi featuring Stefflon Don                       | 2018 |
| "Ddu-Du Ddu-Du"                                   | Black Pink                                              | 2018 |
| "Familiar"                                        | Liam Payne och J Balvin                                 | 2018 |
| "Finesse (Remix)"                                 | Bruno Mars featuring Cardi B                            | 2018 |
| "Fire"                                            | LLP featuring Mike Diamondz                             | 2015 |
| "Fire on the Dancefloor"                          | Michelle Delamor                                        | 2018 |
| "Havana"                                          | Camila Cabello                                          | 2017 |
| "I Feel It Coming"                                | The Weeknd featuring Daft Punk                          | 2016 |
| "I'm Still Standing"                              | Top Culture (Elton John)                                | 1983 |
| "Mad Love"                                        | Sean Paul och David Guetta featuring Becky G            | 2018 |
| "Make Me Feel"                                    | Janelle Monáe                                           | 2018 |
| "Mama Mia"                                        | Mayra Verónica                                          | 2013 |
| "Mi Mi Mi"                                        | Hit The Electro Beat (Serebro)                          | 2013 |
| "Miłość w Zakopanem"                              | Sławomir                                                | 2017 |
| "Narco"                                           | Blasterjaxx och Timmy Trumpet                           | 2017 |
| "New Reality"                                     | Gigi Rowe                                               | 2018 |
| "New Rules"                                       | Dua Lipa                                                | 2017 |
| "New World"                                       | Krewella och Yellow Claw featuring VAVA                 | 2018 |
| "No Tears Left to Cry"                            | Ariana Grande                                           | 2018 |
| "Not Your Ordinary"                               | Stella Mwangi                                           | 2017 |
| "Obsesión"                                        | Aventura                                                | 2002 |
| "OMG"                                             | Arash featuring Snoop Dogg                              | 2016 |
| "One Kiss"                                        | Calvin Harris och Dua Lipa                              | 2018 |
| "Pac-Man"                                         | Dancing Bros.                                           | 1980 |
| "Rave in the Grave"                               | AronChupa featuring Little Sis Nora                     | 2018 |
| "The Rhythm of the Night"                         | Ultraclub 90 (Corona)                                   | 1993 |
| "Sangria Wine"                                    | Pharrell Williams och Camila Cabello                    | 2018 |
| "Shaky Shaky"                                     | Daddy Yankee                                            | 2016 |
| "Sugar"                                           | Maroon 5                                                | 2015 |
| "Sweet Little Unforgettable Thing"                | Bea Miller                                              | 2018 |
| "Sweet Sensation"                                 | Flo Rida                                                | 2018 |
| "Toy"                                             | Netta                                                   | 2018 |
| "Un Poco Loco"                                    | Från Coco                                               | 2017 |
| "Water Me"                                        | Lizzo                                                   | 2017 |
| "Where Are You Now?"                              | Lady Leshurr featuring Wiley                            | 2016 |
| "Work Work"                                       | Britney Spears                                          | 2013 |

1. ↑  Framträder som "Fire on the Floor" i digitala lanseringar av sången[4]
2. ↑  Låser endast upp med en spelkod, "dancepgw"
3. ↑  Endast spelbar i 8:e generationens konsoler med internetuppkoppling
4. ↑  Även spelbar i demoversionionen av spelet.

Drakes Nice for What inkluderades i spelet med togs bort kort efter lanseringen på grund av licensproblem. Sången togs bort från alla versioner av spelet via en patch utom versionerna till Wii och Xbox 360.

## Just Dance Unlimited
Sånger exklusiva i Just Dance Unlimited inkluderar:
| Sång                                          | Artist                            | Å    | Releasedatum                                   |
| --------------------------------------------- | --------------------------------- | ---- | ---------------------------------------------- |
| "There Is Nothing Better In The World"        | Oleg Anofriyev                    | 1969 | 22 oktober 2018                                |
| "Hala Bel Khamis"                             | Maan Barghouth                    | 2018 | 22 oktober 2018                                |
| "On Ne Porte Pas De Sous-Vêtements"           | McFly & Carlito                   | 2018 | 22 oktober 2018                                |
| "Done For Me"                                 | Charlie Puth featuring Kehlani    | 2018 | 20 december 2018                               |
| "Qia La Yong Yuan OK - Future Underworld Mix" | Alan Tam                          | 1990 | 5 februari 2019                                |
| "Leg Song"                                    | LULU                              | 2016 | 5 februari 2019                                |
| "Medicina"                                    | Anitta                            | 2018 | 7 mars 2019 (Classic) 20 juni 2019 (Alternate) |
| "Lush Life"                                   | Zara Larsson                      | 2015 | 14 mars 2019                                   |
| "Criminal"                                    | Natti Natasha och Ozuna           | 2017 | 21 mars 2019                                   |
| "Jump"                                        | Major Lazer featuring Busy Signal | 2017 | 4 juli 2019                                    |
| "Peanut Butter Jelly"                         | Galantis                          | 2015 | 11 juli 2019                                   |

1. ↑  Finns även med i ryska utgåvan av åttonde generationen- och Switch-versioner med en internetuppkoppling.
2. ↑  Finns även med i utgåvor i mellanöstern av åttonde generationen- och Switch-versioner med en internetuppkoppling.
3. ↑  Finns även med i franska och kanadensiska utgåvor av åttonde generationen- och Switch-versioner med en internetuppkoppling.